# Rainforest Shmainforest
Rainforest Shmainforest is aflevering 32 (#301) van de animatieserie South Park. Het was de eerste aflevering van seizoen 3 en werd in Amerika voor het eerst uitgezonden op 7 april 1999.

## Verhaal
Ms. Stevens (Jennifer Aniston) komt naar South Park en geeft een presentatie over haar koor, 'Getting Gay With Kids', dat zich richt op het beschermen van het regenwoud. De jongens maken flauwe grappen over de groep, waardoor Mr Mackey hen verplicht meestuurt met het koor van Ms. Stevens. De jongens, behalve Kenny die verliefd is op een meisje van het koor, hebben absoluut geen zin in de reis die ze met het koor moeten ondernemen: een missie naar Costa Rica, waar ze moeten optreden en het regenwoud moeten bezichtigen. 
In Costa Rica gaat het koor samen met Ms. Stevens en een gids het regenwoud in. Daar wordt hun gids door een slang gedood, waarna de groep hopeloos verdwaalt, hoewel Ms. Stevens vertrouwt op haar intuïtie. Cartman heeft daar minder vertrouwen in en verlaat de groep nadat Ms. Stevens de groep naar een kamp vol guerrillastrijders leidt in de hoop hulp van hen te krijgen. Cartman vindt in zijn eentje een groep bulldozers die hem helpen, terwijl het koor en Ms. Stevens worden gevangen door een indianenstam. Zodra het duidelijk wordt dat de indianenstam Ms. Stevens wil laten verkrachten door een gigantische inheemse man, concludeert Stevens uiteindelijk dat ze het regenwoud verschrikkelijk vindt en scheldt het uit. Cartman en de bulldozers arriveren en doden de inheemsen en enge regenwoudbeesten. Uiteindelijk komt het koor aan voor hun concert in San José, maar voeren hier een aangepaste versie van hun oorspronkelijke liedje op waarin ze hun afschuw voor het regenwoud verkondigen.

## Kenny's dood
Kenny gaat in deze aflevering dood en komt weer terug tot leven. Hij wordt geraakt door een bliksemschicht, maar wordt door Kelly gereanimeerd.